# فرانسيس وين
فرانسيس وين (بالإنجليزية: Frances Wynne)‏ (1863 - أغسطس 1893)؛ كاتِبة وشاعرة أيرلندية.

## روابط خارجية
- فرانسيس وين على موقع ميوزك برينز (الإنجليزية)